# Edward Marsh Merewether

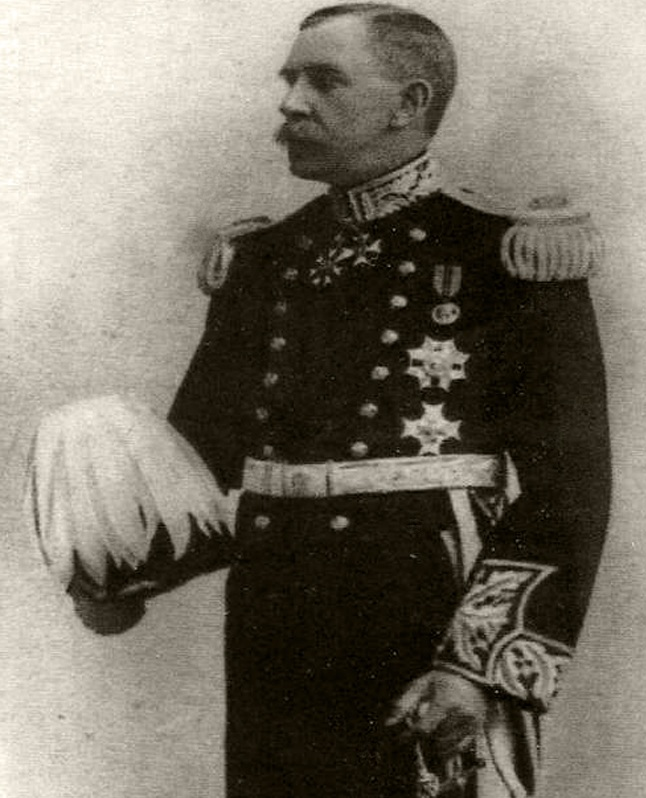
Imagen de Sir Edward Marsh Merewether, antes de su muerte en 1938.

Sir Edward Marsh Merewether, antes de su muerte en 1938.
Edward Marsh Merewether (1858-1938) fue un administrador colonial británico. Comenzó su carrera política en Sierra Leona, como Gobernador en 1910-1915. S.M. Jorge V le designó luego de su notable desempeño en África, como Gobernador en Caribe, a cargo de las islas de Sotavento y Antigua y Barbuda, cargo que mantuvo entre 1916 y 1921.
| Predecesor: Sir Leslie Probyn             | Gobernador de Sierra Leona 1910-1915      | Sucesor: Sir Richard James Wilkinson |
| Predecesor: Sir Henry Hesketh Joudou Bell | Gobernador de Antigua y Barbuda 1916-1921 | Sucesor: Sir Eustace Edward          |

- Datos: Q5344439